# Alebroides indicus
Alebroides indicus är en insektsart som beskrevs av Irena Dworakowska 1997. Alebroides indicus ingår i släktet Alebroides och familjen dvärgstritar. Inga underarter finns listade i Catalogue of Life.